# Järvikäiset (Tärendö socken, Norrbotten)
Järvikäiset är en sjö i Pajala kommun i Norrbotten och ingår i Kalixälvens huvudavrinningsområde. Sjön har en area på 0,0331 kvadratkilometer och ligger 227,9 meter över havet.

## Delavrinningsområde
Järvikäiset ingår i det delavrinningsområde (749697-178103) som SMHI kallar för Mynnar i Tärendöälvens vattendragsyta. Medelhöjden är 257 meter över havet och ytan är 70,96 kvadratkilometer. Räknas de 5 avrinningsområdena uppströms in blir den ackumulerade arean 130,47 kvadratkilometer. Merasjoki som avvattnar avrinningsområdet har biflödesordning 3, vilket innebär att vattnet flödar genom totalt 3 vattendrag innan det når havet efter 232 kilometer. Avrinningsområdet består mestadels av skog (57 procent) och sankmarker (40 procent). Avrinningsområdet har 0,36 kvadratkilometer vattenytor vilket ger det en sjöprocent på 0,5 procent.